# Bokassa (gruppo musicale)
Bokassa è un gruppo musicale norvegese formatosi nel 2015. È costituito dai musicisti Olav Dowkes, Jørn Kaarstad e Inge Morten Gustafsholm.

## Storia del gruppo
Crimson Riders (2019), secondo album in studio del gruppo, ha scalato la VG-lista fino al 20º posto e ha fatto guadagnare al gruppo la nomination per lo Spellemannprisen alla miglior rivelazione.
Hanno ottenuto un secondo ingresso nella classifica norvegese col terzo LP, Molotov Rocktail (2021), fermatosi alla 18ª posizione.

## Formazione
- Olav Dowkes – voce, batteria
- Jørn Kaarstad – voce, chitarra, banjo
- Inge Morten Gustafsholm – voce, basso

## Discografia

### Album in studio
- 2017 – Divide & Conquer
- 2019 – Crimson Riders
- 2021 – Molotov Rocktail
- 2024 – All Out of Dreams

### EP
- 2015 – War on Everything
- 2024 – The Ending Starts Today

### Singoli
- 2014 – The Great Northern Roadkill
- 2015 – No Control
- 2016 – Make Music Great Again
- 2017 – Walker Texas Danger
- 2017 – Crocsodile Dundee
- 2018 – Hellbilly Handfishin'
- 2018 – Only Gob Can Judge Me
- 2021 – So Long, Idiots!
- 2023 – Lost in the Ozone
- 2023 – Garden of Heathen (feat. Lou Koller)
- 2023 – All Out of Dreams
- 2023 – Let's Storm the Capitol